# 218 Puppis
218 Puppis (J Puppis) é uma estrela na direção da Puppis. Possui uma ascensão reta de 07h 53m 18.16s e uma declinação de −48° 06′ 10.6″. Sua magnitude aparente é igual a 4.22. Considerando sua distância de 1940 anos-luz em relação à Terra, sua magnitude absoluta é igual a −4.65. Pertence à classe espectral B0.5Ib.